# سحم الجولان
سحم الجولان (به عربی: سحم الجولان) یک منطقهٔ مسکونی در سوریه است که در Daraa District واقع شده‌است.

## خصوصیات
سحم الجولان ۶٬۵۷۲ نفر جمعیت دارد.